# Подойма
Подойма (рос. Подойма; рум. Podoima) — молдавське село в Кам'янському районі в Молдові (Придністров'ї). Центр Подойминської сільської ради. Розташоване в центральній частині району, за 8 км від Кам'янки на трасі Рибниця — Кам'янка.
Згідно з переписом населення 2004 року у селі проживало 1,9% українців.

## Географія
Село розташоване на крутих терасах долини Дністра, у гирлі великого яру, що виходить в дністровську заплаву. Схили, що примикають до села, мають південну експозицію, що створює винятково сприятливі умови для терасованого виноградарства і садівництва, а близькість Дністра і його заплави — для городництва і баштанництва. Село має лінійну конфігурацію з нерегулярною забудовою, що повторює нерівності рельєфу. Головними планувальними осями села є шосе Рибниця — Кам'янка та яр, на схилах якого розташувалася північна частина села. Особливістю територіальної організації сільської соціально-побутової інфраструктури є її спільність з інфраструктурою сусіднього села Подоймиця.

## Населення
Подойма — одне з найбільших сіл району, проте чисельність населення протягом останніх десятиріч неухильно зменшувалась.
- 1959 р. — 2313 чол.;
- 1979—2270;
- 1989—2062;
- 2004—1780 чол.

Етнічний склад населення головним чином представлений молдованами (більше 95 %), також в селі проживають українці, росіяни, німці. Переважна частина селян сповідують православ'я.

## Історія
Люди здавна селились в околицях села. Тут археологами була виявлена стоянка первісної людини та давньослов'янське селище X—XII століть.
В XVII ст. вздовж лівого берега Дністра на старовиному торговому шляху між селом Кам'янка та містечком Рашків були побудовані невеликі хутори. Їх населення займалось переважно рибальством, полюванням та землеробством.
Датою заснування села вважається 1729 рік, коли Подойма була заселена подільськими українцями і бесарабськими молдованами.
В 1824 році відбулось освячення храму в ім'я Святої Трійці, побудованого на кошти прихожан. Про два храми, що існували раніше, не збереглось ніяких відомостей, крім того, що вони були дерев'яними та зруйнувались через їх старість.
У 1859 р. в селі проживало 838 чол. Це було одне з найбільших сіл в окрузі. Селяни переважно платили натуральний оброк поміщикам. У другій половині XIX ст. склалася стійка агарна спеціалізація на товарному баштанництві, городництві («капусники»), тютюнництві та особливо виноградарстві (1/3 сільськогосподарських угідь). Продукція селян вивозилася на ярмарку в Рашків і Кам'янку, а також за межі Поділля.
В 1861 році відкрита церковноприходська школа. В 1901 році в селі проживало 1525 православних прихожан, які займались землеробством, городництвом, розведенням виноградників, а деякі — ломкою каміння. За походженням половина жителів села — молдовани, половина — українці.
Соціальне розшарування в селі зростало і на початку ХХ ст. жителі села були залучені в селянські хвилювання і події громадянської війни. Після встановлення в селі радянської влади створено ревком, комбіди, організовані лікнепи і перший колгосп ім. Котовського (1929 р.), побудований невеликий консервний завод, проведена електрифікація. У 30-ті рр. місцеве заможне селянство піддалось репресіям і деякі сім'ї були змушені тікати на правий берег Дністра в румунську Бессарабію.
В липні 1941 року село було окуповане німецько-румунськими військами. При вступі окупантів в село були розстіляні в полі 11 чоловік, які везли продукти колгоспникам, що доглядали за евакуйованою колгоспною худобою. Біля свого дому був розстріляний сільський активіст орденоносець Г. В. Чеколтан. Під час окупації населення скоротилось майже вдвічі, село було сильно зруйнованим, а сільськогосподарська техніка була вивезена в Румунію. Збитки, що нанесені колгоспу, склали понад 13 млн рублів.
Подойма стала одним з перших придністровських сіл, звільнених від окупантів. Це сталося 23 березня 1944 року силами партизанського загону «Радянська Молдова» під командуванням Я. А. Мухіна і чотирма танками регулярних частин радянської армії. В пам'ять про ці події був споруджений монумент воїнам-визволителям.
В 1959 році Подойма і сусіднє село Подоймиця утворили один колгосп ім. Г. І. Котовського, який пізніше став найбільшим в районі господарством-«мільйонером». Колгосп спеціалізувався на овочівництві (60 % продукції), активно займались городництвом селяни і на своїх присадибних ділянках. Тому село жартівливо прозивали «помідорною столицею» району. Також колгоспники займались вирощуванням фруктів, тютюну, баштанових культур, вирощували свиней та велику рогату худобу. Овочева продукція господарства в свіжому вигляді вивозилась в інші республіки СРСР і частково перероблялась на Кам'янському консервному заводі. Була побудована велика овочебаза. В околицях села добували гравій та бутовий камінь.
В 1970-1980-і рр. колгосп досягнув найвищого розквіту. В селі були здані в експлуатацію виробничий комбінат, середня школа, Будинок культури, бібліотеки, фельдшерсько-акушерський пункт, дитячі ясла, Будинок побуту, відділення зв'язку, ресторан, кафе, магазини. Був розбитий сільський парк. При сільському Будинку культури було створено один з найкращих в Молдові ансаблів флуеристів.
В 90-ті роки з розпадом Радянського Союзу і втратою традиційних ринків збуту, почалась важка соціально-економічна криза, колгосп розпався, рівень добробуту населення знизився. Село важко входить в нові ринкові відносини. На базі колишнього великого колгоспу створюються декілька малих вузькоспеціалізованих колективних сільськогосподарських підприємств (КСП), заснованих на орендних відносинах землеволодіння.
На територія села працюють середня школа, сільська лікувальна амбулаторія, відділення ощадкаси і зв'язку, дитячий садок, спортивно-технічний клуб, магазини.
Церква Різдва Пресвятої Богородиці утворює загальний приход для сіл Подойма і Подоймиця. Це один з небагатьох храмів Придністров'я, що не припиняв свою діяльність і після хрущовських гонінь на церкву.